# Alejandro Galvis Galvis
Alejandro Galvis Galvis (Curití, Santander, Colombia; 12 de febrero de 1891-Bucaramanga, Colombia; 17 de junio de 1981) fue un político, periodista y abogado colombiano. Fundador del diario Vanguardia Liberal en 1919.

## Biografía
Alejandro Galvis nació en la ciudad de Curití donde ingresó en la Facultad de Derecho de la Universidad Republicana de Bogotá. Desde 1914 trabajó como periodista en los periódicos Juventud Liberal y El Progreso. En 1919 fundó el periódico Vanguardia Liberal, que es en la actualidad el periódico líder de la región de Santander, Colombia.
Como políticos se desempeñó como Presidente de la Cámara de Representantes de Colombia, Presidente del Senado, Gobernador de Santander en el periodo 1931-1932 y Ministro de Defensa Nacional entre los años 1942 y 1943. Fue también Embajador de Colombia en México, Venezuela y España.

## Carrera
Fue designado enviado extraordinario y ministro plenipotenciario de República de Colombia a México el 11 de marzo de 1936 por el presidente Alfonso López Pumarejo. Llegó a Ciudad de México el 20 de junio del mismo año para asumir sus deberes oficiales sustitución Fabio Lozano Torrijos, y presentó oficialmente sus cartas credenciales ese mismo año al presidente de México, Lázaro Cárdenas del Río.

## Vida personal
Alejandro Galvis era el hijo menor de Jesús Galvis Arenas y Hortencia Galvis Galvis, sus hermanos eran Guillermo, Rodolfo y Leopoldo, poco después de su nacimiento, su madre murió de cáncer Mientras se desempeñaba como diplomático en México conoció a Tina Baroni, mujer cubana de ascendencia italiana que se casó de marzo de 1938 en Ciudad de México, que fallece el 7 de diciembre de 1938 después de dar a luz a su hija Tina. De vuelta en Colombia, se casó con Alicia Ramírez Navas el 18 de enero de 1941 en Curití, unión de la cual nacieron cuatro hijos, Hortensia, Alejandro, Silvia y Virgilio.

## Legado en Barrancabermeja
En reconocimiento a su destacada trayectoria política, periodística y diplomática, la ciudad de Barrancabermeja honra la memoria de Alejandro Galvis Galvis a través de su principal centro bibliotecario. La Biblioteca Pública Alejandro Galvis Galvis fue nombrada en su honor como símbolo de su aporte a la educación, la cultura y la libertad de prensa en Colombia. Esta biblioteca, ubicada en el corazón de Barrancabermeja, se ha consolidado como un importante espacio para la formación ciudadana, la investigación y la promoción del pensamiento crítico en la región del Magdalena Medio.
El 20 de agosto de 1997, la biblioteca fue entregada en comodato a la Universidad Industrial de Santander (UIS) por la Corporación Barrancabermeja Cultural, con el propósito de fortalecer su gestión académica y cultural, promoviendo así la articulación entre la universidad y la comunidad local. Esta alianza ha permitido el desarrollo de actividades educativas, programas de lectura, eventos culturales y proyectos de extensión universitaria, contribuyendo al legado de Galvis Galvis como defensor del conocimiento y la democracia.